# 引き角
引き角（ひきかく）とは、将棋の戦術のひとつで、角行を定位置から右下に1ます引いた状態のこと。先手であれば▲7九の、後手であれば△3一の位置である。
これに対して当初の位置、先手▲8八、後手△2二の状態を居角という。そして居角の位置から先手▲9七角、後手△1三角にあるのを端角という。

## 引き角戦法
この構えをする戦術は居飛車将棋で代表的な戦いである矢倉囲い・相矢倉が、対振り飛車においては有力な戦法である雁木囲い#本来の雁木（対振り引き角雁木）や飯島流引き角戦法、端角戦法（端角から引き角にする）などがある。対振り飛車においては山田定跡や飯島流引き角の他にも居飛車穴熊、左美濃、ミレニアム囲い、玉頭位取り(飯野流)、5筋位取り左銀型など持久戦術では角の位置を居角か引き角かを選択し、その後の作戦を組み立てる。この他にどのような戦型においても使用ができる嬉野流（対振り飛車用は鳥刺し (将棋)）など。

## 対振り飛車の例
図1-1は、後手△4五歩-4四銀型の四間飛車の陣に先手が引き角の局面例で、▲2四歩と指した例。以下△同歩▲同角に△同角とすると、飛車先が突破されてしまうので、△2二飛が振り飛車の常套手段であるが、この場合は以下▲3三角成△2八飛成▲4四馬で、角銀と飛車の二枚替えと次に▲4五桂の狙いが生じている。図1-2は、後手△4五歩-5四銀型の四間飛車の陣に先手が引き角の局面例で、▲2四歩と指した例。以下前述の△同歩▲同角△2二飛に▲3三角成は△2八飛成で、今度は二枚替えにならない。この場合は先手は図1-3のように▲3三角成とせずに▲2五歩とするが、以下後手△4四角として次に△2六歩で飛車先の押さえ込みを図るのが、この戦型の振り飛車の常套手段である。このため、後手△4五歩-5四銀型には図1-2以下△2四同歩に▲5五歩として、△同銀になれば▲2四角△2二飛▲3三角成△2八飛成に今度は▲5五馬で二枚替えになる。▲5五歩に△4三銀は▲4五桂で、以下△5五角ならば▲2四飛△2二飛▲同飛△同角▲2八飛など。

### 飯島流引き角
飯島栄治が作り出した振り飛車対策が飯島流引き角戦法である。図2がその一例。他の振り飛車に対しても使われるが、図のように最も有力な先手中飛車への形を見ていくと、先手に5筋の位を取らせずに、後手は角道を開けず△3二銀から△3一角とする。これが「引き角」である。以下後手は△5三角と上がってから△4二玉から3一玉と囲う。△3四歩を突かないことにより、平べったい美濃囲いの堅陣を作ることができ、主導権を渡さず戦うことができる。
飯島流引き角戦法の狙いは、対振り飛車において角道を開けずに駒組みを進めるもので、角道を開けないまま左美濃に囲うことで、左美濃#角道クローズ左美濃同様、振り飛車側の角のにらみを軽減できる。主に藤井システム対策であるといえる。
この指し方自体は飯島の創案ではない。2001年のA級順位戦で三浦弘行が藤井猛相手に同様の引き角の将棋を指している。
飯島流の特徴は先手でも引き角にすることにある。それまで対振り飛車の引き角は後手番でしか現れていなかった。先手で指す時は、▲2六歩△3四歩に▲4八銀と指すため、△8四歩と居飛車にされた時の用意も必要となる。
先手引き角の初出が2005年2月6日のC級2組順位戦での飯島栄治五段△中村亮介四段戦である。図2-2から△5四歩▲5八金右△5二飛▲2五歩△3三角▲4六角△2二銀▲6八玉△5五歩▲同歩△同角▲7九玉△3三銀▲6八角△2二飛▲8八玉と進んでいる。この将棋は先手が敗れたが、飯島は改良を重ね、2010年に升田幸三賞を受賞するに至った。

### ドラゴンスペシャル
| 9  | 8  | 7  | 6  | 5  | 4  | 3  | 2  | 1  |    |
| 香 | 桂 | 銀 | 金 |    |    |    | 桂 | 香 | 一 |
|    |    | 王 |    | 金 | 飛 | 銀 | 角 |    | 二 |
| 歩 | 歩 | 歩 | 歩 | 歩 |    |    | 歩 | 歩 | 三 |
|    |    |    |    |    | 歩 | 歩 |    |    | 四 |
|    |    |    |    |    |    |    |    |    | 五 |
|    |    |    |    | 歩 |    |    | 歩 |    | 六 |
| 歩 | 歩 | 歩 | 歩 |    | 歩 | 歩 |    | 歩 | 七 |
|    |    | 金 |    | 銀 |    |    | 飛 |    | 八 |
| 香 | 桂 | 角 | 玉 |    | 金 | 銀 | 桂 | 香 | 九 |

| 9  | 8  | 7  | 6  | 5  | 4  | 3  | 2  | 1  |    |
| 香 | 桂 | 銀 | 金 |    |    |    | 桂 | 香 | 一 |
|    |    | 王 |    | 金 |    |    | 飛 |    | 二 |
| 歩 | 歩 | 歩 | 歩 | 歩 | 銀 | 角 |    | 歩 | 三 |
|    |    |    |    |    | 歩 | 歩 | 角 |    | 四 |
|    |    |    |    |    |    |    |    |    | 五 |
|    |    |    |    | 歩 |    |    |    |    | 六 |
| 歩 | 歩 | 歩 | 歩 |    | 歩 | 歩 |    | 歩 | 七 |
|    |    | 金 |    | 銀 |    |    | 飛 |    | 八 |
| 香 | 桂 | 角 | 玉 |    | 金 | 銀 | 桂 | 香 | 九 |

| 9  | 8  | 7  | 6  | 5  | 4  | 3  | 2  | 1  |    |
| 香 | 桂 |    | 金 |    |    |    | 桂 | 香 | 一 |
|    | 王 | 銀 |    | 金 |    |    | 飛 |    | 二 |
| 歩 | 歩 | 歩 | 歩 | 歩 | 銀 | 角 | 歩 | 歩 | 三 |
|    |    |    |    |    | 歩 | 歩 |    |    | 四 |
|    |    |    |    |    |    |    | 歩 |    | 五 |
|    |    |    |    | 歩 |    | 歩 |    |    | 六 |
| 歩 | 歩 | 歩 | 歩 |    | 歩 | 銀 |    | 歩 | 七 |
|    |    | 金 |    | 銀 |    |    | 飛 |    | 八 |
| 香 | 桂 | 角 | 玉 |    | 金 |    | 桂 | 香 | 九 |

『神戸発 珍戦法で行こう』（2006年）にある戦法で、1手目や3手目で▲7八金とし、相手が振飛車ならば、▲6八銀～▲5九銀～▲5八銀で駒組する。右銀は3九のまま飛にヒモをつけた低い陣形を保ち、単純に▲2四歩から飛車交換を狙っていくのが狙い。相手が用心してきたら右銀を繰り出して戦える点が金開きやアヒル囲いとは異なる。図3-2がその例で、ここから▲3三角成△2八飛成のときに▲同銀と取ることができる。以下△3三桂▲2一飛△2五飛▲同飛成△同桂▲2七飛△2四歩▲3三角で一局。一方で図3-3のように先に2二飛と構える陣には▲3五歩△同歩▲同角△4五歩▲3六銀△3四歩▲5七角△4四銀▲3五歩△同歩▲同銀△同銀▲同角で一局。